# Barista

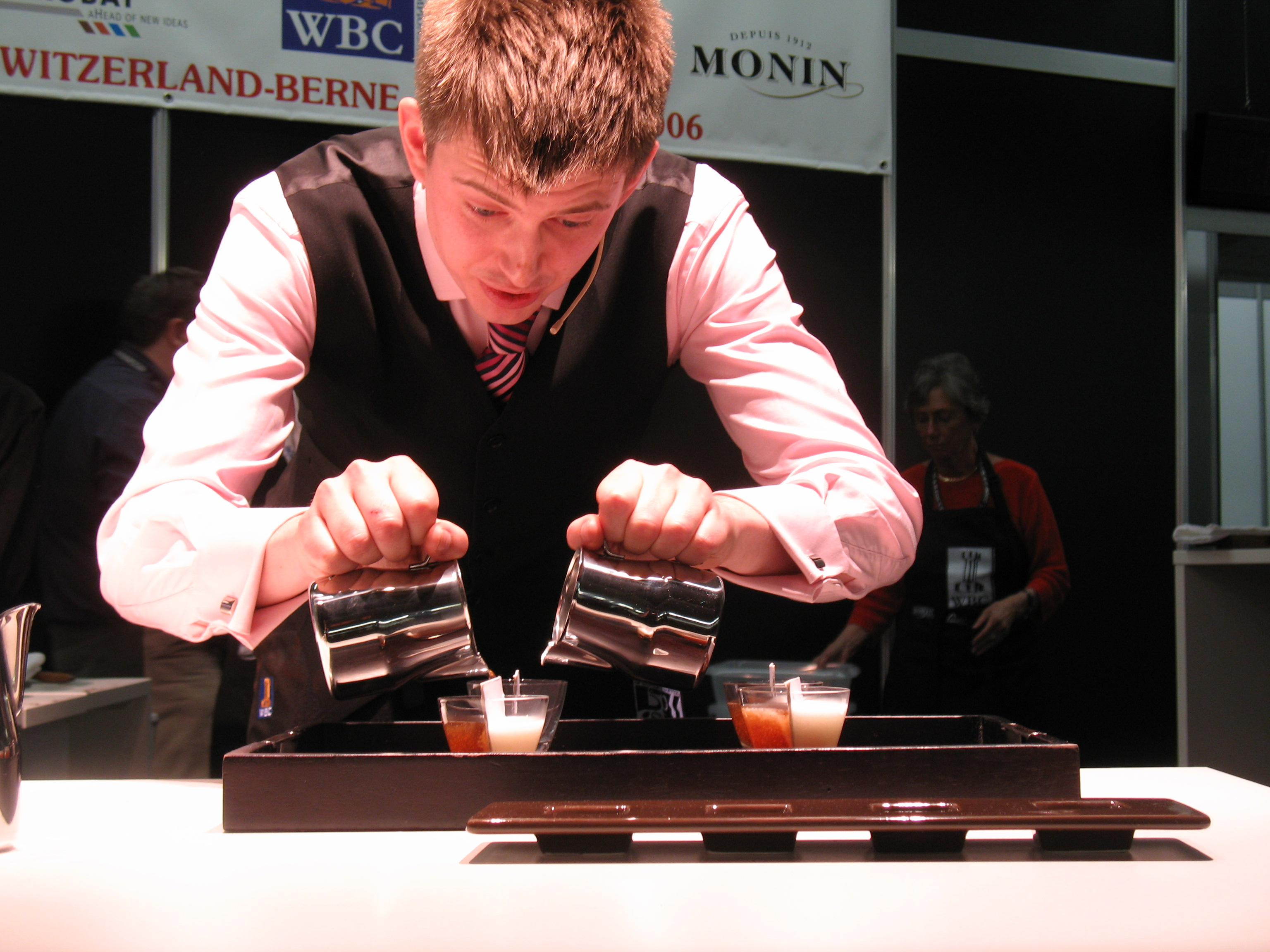
En tävlande (James Hoffmann) under World Barista Championship.

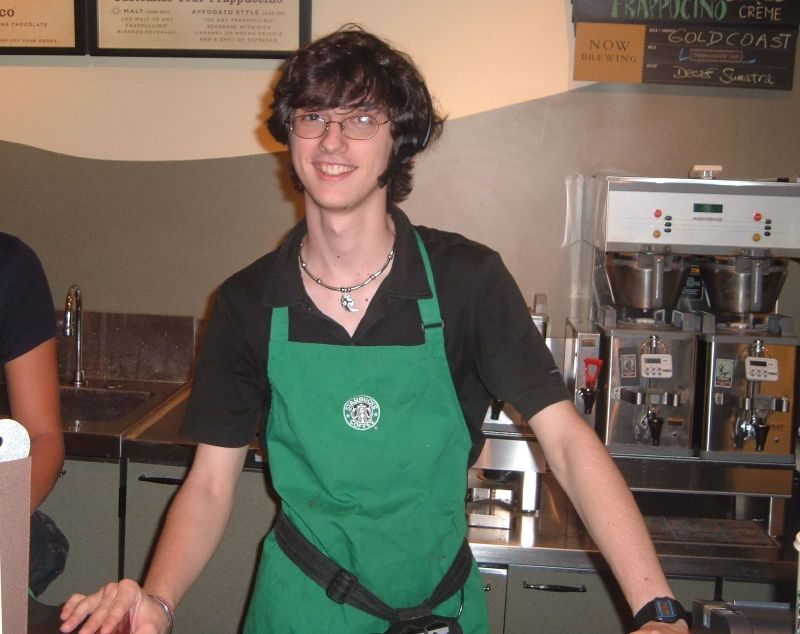
En barista på Starbucks.

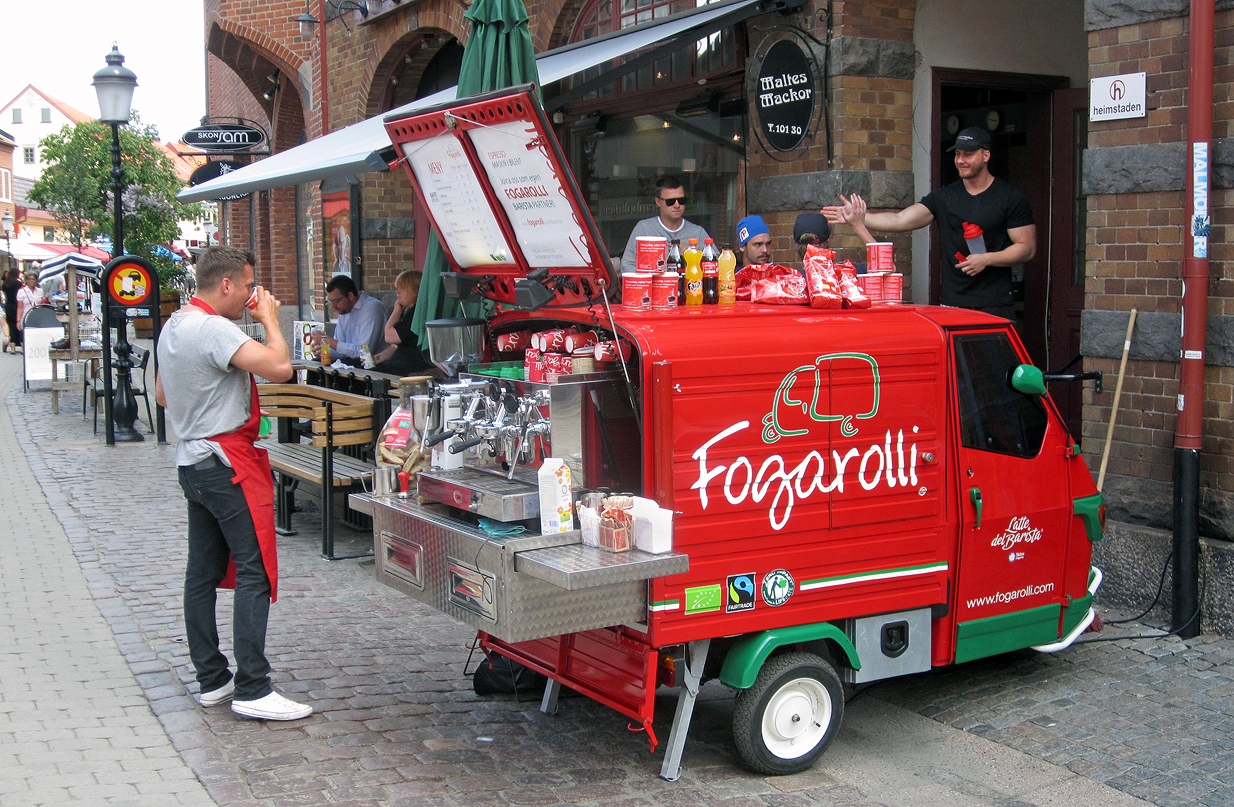
En Barista med sin mobila espressobar i centrala Ystad 2013.

Barista är en bartender som tillreder kaffedrinkar av olika slag. På italienska innebär barista en vanlig bartender. Ordet har kommit att syfta på en person som är skicklig i att tillreda drycker baserade på kaffe, ungefär som en vinets sommelier. Sedan 1998 arrangeras svenska baristamästerskap och andra baristatävlingar runtom i Sverige.
Första gången termen barista, syftande på kaffespecialiserad kypare, dök upp var 1998, då SCAE (Specialty Coffee Association of Europe) grundades. SCAE organiserar kafferelaterade utbildningar, som dock endast motsvarar vad man som kaffebryggande kypare bör känna till i största allmänhet. 
Det finns särskilda kurser för att bli diplomerad barista. 
Huvudorgan är SCAE som arrangerar officiella VM och SM under namnet "Barista Cup". 
SCAE ansvarar även för domarcertifiering, tävlingsregler och allmänt nätverkande för baristor.  
I Sverige finns sedan 2006 en kafékedja vid namn Barista Fair Trade Coffee, med inriktning på Rättvisemärkt och ekologiskt samt samarbete med FN.
Barista är även en indisk kafékedja, med omkring 100 kaféer i Indien, Sri Lanka och Mellanöstern. 

## Barista Cup
Rasmus Åstradsson, född 1987, vann tävlingen Beige Award 2009 – ett av två priser i tävlingen Barista Cup. 